# Liga Colombiana de Fútbol Sala 2015-I
La Liga Argos Futsal Apertura 2015 fue la novena (9a.) versión de la Liga Argos Futsal que inició el 27 de febrero y finalizó el 7 de junio, el campeón del torneo: Real Bucaramanga, participara de la Copa Merconorte 2016. 

## Sistema de juego
Se juega una primera fase con 20 equipos divididos en cuatro grupos de cinco equipos cada uno según la posición geográfica en un total de 10 fechas del 27 de febrero al 26 de abril.
Los dos primeros equipos de cada grupo accederán a los cuartos de final o segunda fase disputada del 3 al 10 de mayo de la siguiente manera:
1° Grupo A vs 2° Grupo C (Llave F-1)
1° Grupo C vs 2° Grupo A (Llave F-2)
1° Grupo B vs 2° Grupo D (Llave F-3)
1° Grupo D vs 2° Grupo B (Llave F-4)
los ganadores de cada llave jugaran la semifinal del torneo del 17 al 24 de mayo de la siguiente manera:
Ganador Llave F-1 vs Ganador Llave F-3
Ganador Llave F-2 vs Ganador Llave F-4
Jugarán la final el ganador de dos de los tres juegos disputados del 31 de mayo al 7 de junio finalizando campeón el ganador de dos juegos.

## Equipos participantes
| Equipo                     | Departamento       | Ciudad           | Coliseo                                                     |
| Rionegro Águilas           | Antioquia          | Bello y Rionegro | Coliseo Tulio Ospina (Bello) y Coliseo Del Cielo (Rionegro) |
| Cóndor FC Sport Life       | Cundinamarca       | El Rosal         | Municipal del Rosal                                         |
| Cúcuta Niza                | Norte de Santander | Cúcuta           | Coliseo UFPS                                                |
| D´Martin FC                | Cundinamarca       | Madrid           | Coliseo Madrid                                              |
| Deportivo Campaz           | Valle del Cauca    | Cali             | Coliseo Mariano Ramos                                       |
| Deportivo Lyon             | Valle del Cauca    | Cali             | Coliseo Mariano Ramos                                       |
| Deportivo Meta H&H         | Meta               | Villavicencio    | Álvaro Mesa Amaya                                           |
| Deportivo Sanpas Irdet     | Boyacá             | Tunja            | San Antonio                                                 |
| Estudiantes F.C.           | Tolima             | Ibagué           | Enrique Triana Castillo                                     |
| Gremio Samario             | Magdalena          | Santa Marta      | Villa Olímpica                                              |
| Independiente Barranquilla | Atlántico          | Barranquilla     | Coliseo Elías Chegwin                                       |
| Lanús Colombia             | Bogotá             | Bogotá           | PRD El Salitre                                              |
| Macol F.C.                 | Risaralda          | Dosquebradas     | Municipal de Dosquebradas                                   |
| Once Caldas Futsal         | Caldas             | Manizales        | Ramón Marín Vargas                                          |
| Real Antioquia             | Antioquia          | Medellín         | Coliseo Universidad de Medellín                             |
| Real Bucaramanga           | Santander          | Bucaramanga      | Coliseo Bicentenario                                        |
| Rionegro Futsal            | Antioquia          | Rionegro         | Coliseo Del Cielo                                           |
| Rodríguez Torices          | Bolívar            | Cartagena        | Northon Madrid                                              |
| Saeta Bogotá               | Cundinamarca       | Bogotá           | Palacio de los Deportes                                     |
| Utrahuilca Huila           | Huila              | Neiva            | Álvaro Sánchez Silva                                        |

## Fase de grupos
Disputada del 27 de febrero del 2015 al 26 de abril del 2015 en 10 jornadas.

### Grupo A
| Pos. | Equipos                    | PJ | PG | PE | PP | GF | GC | Dif. | Pts. |
| ---- | -------------------------- | -- | -- | -- | -- | -- | -- | ---- | ---- |
| 1.   | Real Bucaramanga           | 8  | 5  | 1  | 2  | 40 | 29 | 11   | 16   |
| 2.   | Gremio Samario             | 8  | 4  | 2  | 2  | 39 | 33 | 6    | 14   |
| 3.   | Cúcuta Niza                | 8  | 4  | 0  | 4  | 41 | 46 | -5   | 12   |
| 4.   | Independiente Barranquilla | 8  | 2  | 2  | 4  | 20 | 34 | -14  | 8    |
| 5.   | Rodríguez Torices          | 8  | 2  | 1  | 5  | 30 | 39 | -9   | 7    |

| Rodríguez Torices | 7 - 4 | Corporación Niza    | Nothon Madrid       | 28 de febrero | 19:30 |  |
| Gremio Samario    | 7 - 3 | Indep. Barranquilla | Menor de Indeportes | 10 de abril   | 14:00 |  |

| Indep. Barranquilla | 7 - 4 | Corporación Niza | Elias Chegwin       | 7 de marzo | 19:00 |  |
| Gremio Samario      | 5 - 3 | Real Bucaramanga | Menor de Indeportes | 8 de marzo | 11:00 |  |

| Corporación Niza | 6 - 4 | Gremio Samario    | Francisco de Paula Santander | 13 de marzo | 18:30 |  |
| Real Bucaramanga | 4 - 1 | Rodríguez Torices | Bicentenario                 | 15 de marzo | 13:00 |  |

| Indep. Barranquilla | 2 - 3 | Real Bucaramanga | C.U.C.         | 18 de marzo | 19:30 |  |
| Rodríguez Torices   | 3 - 3 | Gremio Samario   | Northon Madrid | 19 de marzo | 19:30 |  |

| Corporación Niza  | 8 - 7 | Real Bucaramanga    | Francisco De Paula Santander | 20 de marzo | 19:00 |  |
| Rodríguez Torices | 3 - 4 | Indep. Barranquilla | Northon Madrid               | 23 de marzo | 11:00 |  |

| Corporación Niza    | 4 - 3 | Rodríguez Torices | Francisco de Paula Santander | 28 de marzo | 17:00 |  |
| Indep. Barranquilla | 4 - 4 | Gremio Samario    | Elías Chegwin                | 28 de marzo | 19:30 |  |

| Real Bucaramanga | 7 - 1 | Gremio Samario      | Bicentenario                    | 2 de abril | 16:15 | Win Sports |
| Corporación Niza | 6 - 2 | Indep. Barranquilla | U. Francisco de Paula Santander | 6 de abril | 19:00 |            |

| Rodríguez Torices | 3 - 7 | Real Bucaramanga | Northon Madrid       | 12 de abril | 11:30 |  |
| Gremio Samario    | 8 - 4 | Corporación Niza | Indeportes Magdalena | 13 de abril | 12:00 |  |

| Real Bucaramanga | 2 - 2 | Indep. Barranquilla | Bicentenario   | 15 de abril | 19:30 |  |
| Gremio Samario   | 7 - 3 | Rodríguez Torices   | Villa Olímpica | 16 de abril | 21:00 |  |

| Indep. Barranquilla | 5 - 6 | Rodríguez Torices | Elias Chegwin | 26 de abril | 10:00 |            |
| Real Bucaramanga    | 9 - 7 | Corporación Niza  | Bicentenario  | 30 de abril | 15:00 | Win Sports |

### Grupo B
| Pos. | Equipos                 | PJ | PG | PE | PP | GF | GC | Dif. | Pts. |
| ---- | ----------------------- | -- | -- | -- | -- | -- | -- | ---- | ---- |
| 1.   | Deportivo Lyon          | 8  | 5  | 1  | 2  | 29 | 21 | 8    | 16   |
| 2.   | D´Martin FC             | 8  | 5  | 1  | 2  | 35 | 30 | 5    | 16   |
| 3.   | Utrahuilca Huila futsal | 8  | 4  | 2  | 2  | 36 | 26 | 10   | 14   |
| 4.   | Deportivo Campaz        | 8  | 3  | 0  | 5  | 21 | 27 | -6   | 9    |
| 5.   | Estudiantes F.C.        | 8  | 1  | 0  | 7  | 23 | 40 | -17  | 3    |

| D´Martin FC    | 7 - 7 | Utrahuilca Huila | Cubierto de Madrid | 28 de febrero | 16:00 |  |
| Deportivo Lyon | 3 - 0 | Campaz Futsal    | Mariano Ramos      | 1 de marzo    | 11:00 |  |

| Campaz Futsal | 5 - 4 | Utrahuilca Huila |                    | 7 de marzo | 19:00 |  |
| D´Martin FC   | 4 - 5 | Estudiantes FC   | Cubierto de Madrid | 8 de marzo | 13:00 |  |

| Campaz Futsal  | 2 - 6 | D´Martin FC    | Mariano Ramos           | 15 de marzo | 11:00 |  |
| Estudiantes FC | 5 - 7 | Deportivo Lyon | Enrique Triana Castillo | 15 de marzo | 16:00 |  |

| Utrahuilca Huila | 5 - 3 | Estudiantes FC | Álvaro Sánchez Silva | 18 de marzo | 15:00 |  |
| Deportivo Lyon   | 0 - 3 | D´Martin FC    | Mariano Ramos        | 18 de marzo | 19:00 |  |

| Campaz Futsal  | 4 - 2 | Estudiantes FC   | María Isabel Urrutia | 21 de marzo | 19:30 |  |
| Deportivo Lyon | 2 - 1 | Utrahuilca Huila | Mariano Ramos        | 22 de marzo | 11:00 |  |

| Utrahuilca Huila | 4 - 0 | D´Martin FC    | Álvaro Sánchez Silva | 27 de marzo | 15:00 |  |
| Campaz Futsal    | 0 - 3 | Deportivo Lyon | María Isabel Urrutia | 28 de marzo | 19:00 |  |

| Campaz Futsal  | 2 - 5 | Utrahuilca Huila | Álvaro Sánchez Silva | 4 de abril | 15:00 |  |
| Estudiantes FC | 3 - 4 | D´Martin FC      | Colegio Champanag    | 5 de abril | 10:00 |  |

| D´Martin FC    | 4 - 3 | Campaz Futsal  | Cubierto de Madrid | 11 de abril | 19:00 |  |
| Deportivo Lyon | 5 - 1 | Estudiantes FC | Mariano Ramos      | 12 de abril | 13:00 |  |

| Estudiantes FC | 3 - 6 | Utrahuilca Huila | Cubierto de Madrid | 17 de abril | 18:30 | Win Sports |
| D´Martin FC    | 7 - 6 | Deportivo Lyon   | Cubierto de Madrid | 17 de abril | 18:30 | Win Sports |

| Utrahuilca Huila | 4 - 4 | Deportivo Lyon | Álvaro Sánchez Silva | 25 de abril | 15:00 |  |
| Estudiantes FC   | 1 - 5 | Campaz Futsal  | Colegio Champanag    | 26 de abril | 13:00 |  |

### Grupo C
| Pos. | Equipos           | PJ | PG | PE | PP | GF | GC | Dif. | Pts. |
| ---- | ----------------- | -- | -- | -- | -- | -- | -- | ---- | ---- |
| 1.   | Deportivo Meta    | 8  | 4  | 1  | 3  | 39 | 38 | 1    | 13   |
| 2.   | Lanús Colombia    | 8  | 3  | 3  | 2  | 35 | 35 | 0    | 12   |
| 3.   | Saeta Bogotá      | 8  | 3  | 2  | 3  | 39 | 28 | 11   | 10   |
| 4.   | Cóndor Sport Life | 8  | 3  | 1  | 4  | 25 | 32 | -7   | 10   |
| 5.   | Deportivo Sanpas  | 8  | 2  | 3  | 3  | 36 | 41 | -5   | 9    |

| Cóndor Sport Life | 5 - 4 | Deportivo Sanpas | El Rosal   | 25 de marzo | 17:00 |  |
| Lanús Colombia    | 5 - 3 | Deportivo Meta   | El Salitre | 25 de marzo | 20:00 |  |

| Deportivo Meta | 4 - 6 | Deportivo Sanpas | Álvaro Meza Amaya | 6 de marzo | 20:15 |  |
| Lanús Colombia | 5 - 5 | Saeta Bogotá     | El Salitre        | 8 de marzo | 16:00 |  |

| Deportivo Sanpas | 4 - 4 | Lanús Colombia    | Irdet      | 14 de marzo | 19:00 |  |
| Saeta Bogotá     | 6 - 3 | Cóndor Sport Life | El Salitre | 15 de marzo | 16:00 |  |

| Deportivo Meta    | 3 - 3 | Saeta Bogotá   | Irdet      | 19 de marzo | 19:30 |            |
| Cóndor Sport Life | 3 - 4 | Lanús Colombia | El Salitre | 20 de marzo | 20:15 | Win Sports |

| Deportivo Sanpas  | 4 - 3 | Saeta Bogotá   | IRDET    | 21 de marzo | 19:00 |  |
| Cóndor Sport Life | 1 - 4 | Deportivo Meta | El Rosal | 23 de marzo | 17:00 |  |

| Deportivo Meta   | 5 - 4 | Lanús Colombia    | Álvaro Mesa Amaya | 29 de marzo | 15:00 |  |
| Deportivo Sanpas | 3 - 3 | Cóndor Sport Life | IRDET             | 29 de marzo | 19:00 |  |

| Saeta Bogotá     | 2 - 3 | Lanús Colombia | El Salitre | 5 de abril | 16:00 |  |
| Deportivo Sanpas | 6 - 7 | Deportivo Meta | IRDET      | 5 de abril | 17:00 |  |

| Lanús Colombia    | 8 - 8 | Deportivo Sanpas | El Salitre         | 10 de abril | 18:30 | Win Sports |
| Cóndor Sport Life | 3 - 2 | Saeta Bogotá     | Municipal El Rosal | 11 de abril | 17:00 |            |

| Lanús Colombia | 2 - 5  | Cóndor Sport Life | Palacio de Los Deportes | 15 de abril | 18:00 |  |
| Saeta Bogotá   | 11 - 6 | Deportivo Meta    | El Salitre              | 30 de abril | 16:00 |  |

| Saeta Bogotá   | 7 - 1 | Deportivo Sanpas  | Palacio de Los Deportes | 26 de abril | 16:00 |  |
| Deportivo Meta | 7 - 2 | Cóndor Sport Life | Álvaro Mesa Amaya       | 3 de mayo   | 15:00 |  |

### Grupo D
| Pos. | Equipos            | PJ | PG | PE | PP | GF | GC | Dif. | Pts. |
| ---- | ------------------ | -- | -- | -- | -- | -- | -- | ---- | ---- |
| 1.   | Rionegro Águilas   | 8  | 6  | 2  | 0  | 26 | 13 | 13   | 20   |
| 2.   | Rionegro Futsal    | 8  | 5  | 1  | 2  | 29 | 11 | 18   | 16   |
| 3.   | Real Antioquia     | 8  | 5  | 0  | 3  | 38 | 19 | 19   | 15   |
| 4.   | Once Caldas Futsal | 8  | 2  | 0  | 6  | 20 | 33 | -13  | 6    |
| 5.   | Macol F.C.         | 8  | 0  | 1  | 7  | 18 | 55 | -37  | 1    |

| Rionegro Futsal | 1 - 2 | Rionegro Águilas | El Cielo           | 27 de febrero | 18:30 | Win Sports |
| Once Caldas     | 3 - 5 | Real Antioquia   | Ramon Marin Vargas | 25 de marzo   | 19:30 |            |

| Rionegro Futsal | 8 - 1 | Macol F.C.       | El Cielo    | 6 de marzo | 19:00 |  |
| Once Caldas     | 0 - 1 | Rionegro Águilas | Ramón Marín | 7 de marzo | 19:00 |  |

| Once Caldas | 0 - 7 | Rionegro Futsal | Ramon Marin Vargas        | 14 de marzo | 19:00 |            |
| Macol F.C.  | 2 - 4 | Real Antioquia  | Municipal de Dosquebradas | 15 de marzo | 10:30 | Win Sports |

| Rionegro Águilas | 4 - 4 | Macol F.C.      | Tulio Ospina            | 18 de marzo | 19:00 |  |
| Real Antioquia   | 2 - 1 | Rionegro Futsal | Universidad de Medellín | 18 de marzo | 19:00 |  |

| Real Antioquia | 2 - 3 | Rionegro Águilas | Universidad de Antioquia | 21 de marzo | 08:00 |  |
| Once Caldas    | 6 - 5 | Macol F.C.       | Ramon Marin Vargas       | 23 de marzo | 17:00 |  |

| Águilas Doradas | 1 - 1 | Rionegro Futsal | El Cielo                | 26 de marzo | 20:15 | Win Sports |
| Real Antioquia  | 5 - 1 | Once Caldas     | Universidad de Medellín | 29 de marzo | 11:00 |            |

| Rionegro Águilas | 4 - 1 | Once Caldas     | El Cielo                  | 1 de abril | 16:00 |  |
| Macol F.C.       | 1 - 2 | Rionegro Futsal | Municipal de Dosquebradas | 4 de abril | 19:00 |  |

| Rionegro Futsal | 4 - 2  | Once Caldas | El Cielo                | 11 de abril | 17:00 |  |
| Real Antioquia  | 16 - 1 | Macol F.C.  | Universidad de Medellín | 12 de abril | 13:00 |  |

| Macol F.C.      | 2 - 8 | Rionegro Águilas | Municipal de Dosquebradas | 15 de abril | 19:00 |  |
| Rionegro Futsal | 5 - 2 | Real Antioquia   | El Cielo                  | 16 de abril | 19:00 |  |

| Macol F.C.       | 2 - 7 | Once Caldas    | Municipal de Dosquebradas | 24 de abril | 19:00 |  |
| Rionegro Águilas | 3 - 2 | Real Antioquia | El Cielo                  | 29 de abril | 19:00 |  |

## Fase final
En caso de empates en la final se definirá el campeón a través de un tercer juego "( )".

|  | Cuartos de final | Cuartos de final | Cuartos de final |   |                  | Semifinales      | Semifinales      | Semifinales      |  |  | Final            | Final            | Final            |
|  | 2 al 10 de mayo  | 2 al 10 de mayo  | 2 al 10 de mayo  |   |                  | 15 al 22 de mayo | 15 al 22 de mayo | 15 al 22 de mayo |  |  | 26 al 29 de mayo | 26 al 29 de mayo | 26 al 29 de mayo |
|  |                  |                  |                  |   |                  |                  |                  |                  |  |  |                  |                  |                  |
|  | Real Bucaramanga | 4                | 10               |   |                  |                  |                  |                  |  |  |                  |                  |                  |
|  | Lanús Colombia   | 7                | 4                |   |                  |                  |                  |                  |  |  |                  |                  |                  |
|  | Lanús Colombia   | 7                | 4                |   | Real Bucaramanga | 5                | 4                |                  |  |  |                  |                  |                  |
|  |                  |                  |                  |   | Real Bucaramanga | 5                | 4                |                  |  |  |                  |                  |                  |
|  |                  | Rionegro Futsal  | 2                | 2 |                  |                  |                  |                  |  |  |                  |                  |                  |
|  | Deportivo Lyon   | Rionegro Futsal  | 2                | 2 | 1                | 0                |                  |                  |  |  |                  |                  |                  |
|  | Deportivo Lyon   |                  |                  |   | 1                | 0                |                  |                  |  |  |                  |                  |                  |
|  | Rionegro Futsal  | 3                | 0                |   |                  |                  |                  |                  |  |  |                  |                  |                  |
|  |                  |                  |                  |   |                  |                  |                  |                  |  |  | Rionegro Águilas | 7                | 3 (2)            |
|  |                  |                  | Real Bucaramanga | 1 | 5 (3)            |                  |                  |                  |  |  |                  |                  |                  |
|  | Deportivo Meta   | 3                | 9                |   |                  |                  |                  |                  |  |  |                  |                  |                  |
|  | Gremio Samario   | 6                | 5                |   |                  |                  |                  |                  |  |  |                  |                  |                  |
|  | Gremio Samario   | 6                | 5                |   | Rionegro Águilas | 4                | 5                |                  |  |  |                  |                  |                  |
|  |                  |                  |                  |   | Rionegro Águilas | 4                | 5                |                  |  |  |                  |                  |                  |
|  |                  | Deportivo Meta   | 3                | 1 |                  |                  |                  |                  |  |  |                  |                  |                  |
|  | Rionegro Águilas | Deportivo Meta   | 3                | 1 | 3                | 3                |                  |                  |  |  |                  |                  |                  |
|  | Rionegro Águilas |                  |                  |   | 3                | 3                |                  |                  |  |  |                  |                  |                  |
|  | D´Martin FC      | 1                | 1                |   |                  |                  |                  |                  |  |  |                  |                  |                  |

### Cuartos de final
Disputados del 2 al 10 de mayo del 2015.
| 6 de mayo de 2015 20:00 | Lanús Colombia | 7 : 4      | Real Bucaramanga | Coliseo El Salitre, Bogotá |  |
|                         |                | [ Reporte] |                  |                            |  |

| 9 de mayo de 2015 17:30 | Real Bucaramanga | 10 : 4  | Lanús Colombia | Coliseo Bicentenario, Bucaramanga |  |
|                         |                  | Reporte |                |                                   |  |

| 6 de mayo de 2015 14:00 | Gremio Samario | 6 : 3      | Deportivo Meta | INDEPORTES, Santa Marta |  |
|                         |                | [ Reporte] |                |                         |  |

| 10 de mayo de 2015 18:00 | Deportivo Meta | 9 : 5   | Gremio Samario | Coliseo Álvaro Mesa Amaya, Villavicencio |  |
|                          |                | Reporte |                |                                          |  |

| 2 de mayo de 2015 19:00 | Rionegro Futsal | 3 : 1      | Deportivo Lyon | Coliseo El Cielo, Rionegro |  |
|                         |                 | [ Reporte] |                |                            |  |

| 8 de mayo de 2015 20:15 | Deportivo Lyon | 0 : 0                                | Rionegro Futsal | Coliseo Mariano Ramos, Cali |  |
|                         |                | [705-tenemos-semifinalistas Reporte] |                 |                             |  |

| 2 de mayo de 2015 19:00 | D´Martin FC | 1 : 3      | Rionegro Águilas | Coliseo de Madrid, Madrid |  |
|                         |             | [ Reporte] |                  |                           |  |

| 8 de mayo de 2015 19:00 | Rionegro Águilas | 3 : 1   | D´Martin FC | Coliseo El Cielo, Itagüí |  |
|                         |                  | Reporte |             |                          |  |

### Semifinales
Se jugaron del 15 al 22 de mayo del 2015.
| 15 de mayo de 2015 18:00 | Rionegro Futsal | 2 : 5 | Real Bucaramanga | Coliseo El Cielo, Rionegro |  |
|                          |                 |       |                  | Árbitro(s):                |  |

| 20 de mayo de 2015 19:00 | Real Bucaramanga | 4 : 2      | Rionegro Futsal | Coliseo Bicentenario, Bucaramanga |  |
|                          |                  | [ Reporte] |                 |                                   |  |

| 16 de mayo de 2015 18:00 | Deportivo Meta | 3 : 4 | Rionegro Águilas | Coliseo Álvaro Meza Amaya, Villavicencio |  |
|                          |                |       |                  | Árbitro(s):                              |  |

| 22 de mayo de 2015 18:00 | Rionegro Águilas | 5 : 1 | Deportivo Meta | Coliseo El Cielo, Itagüí |  |
|                          |                  |       |                | Árbitro(s):              |  |

### Final
Se jugaron el 26 y el 29 de mayo del 2015.
| 26 de mayo de 2015 20:00 | Real Bucaramanga | 1 : 7      | Águilas Doradas | Coliseo Bicentenario, Bucaramanga |  |
|                          |                  | [ Reporte] |                 |                                   |  |

| 29 de mayo de 2015 18:00 | Rionegro Águilas | 3 : 5      | Real Bucaramanga | Coliseo El Cielo, Rionegro |  |
|                          |                  | [ Reporte] |                  |                            |  |

| 30 de mayo de 2015 11:30 | Rionegro Águilas | 2 : 3      | Real Bucaramanga | Coliseo El Cielo, Rionegro |  |
|                          |                  | [ Reporte] |                  |                            |  |

| Colombia                                |
| Campeón Real Bucaramanga Segundo título |

## Goleadores
| Jugador                        | Equipo            | Goles |
| ------------------------------ | ----------------- | ----- |
| José Alejandro Falcon Mendoza  | Real Bucaramanga  | 17    |
| Angellot Alexander Cano Garces | Real Bucaramanga  | 13    |
| Diego Felipe Barney            | Deportivo Meta    | 13    |
| Sebastian Mauricio Ahumada     | Lanús Colombia    | 12    |
| Rosward Roony Manzanares Mora  | Real Bucaramanga  | 13    |
| Willy Herby May Herrera        | Rodríguez Torices | 12    |